# Regola di Ruffini
In algebra la regola di Ruffini è un metodo efficiente per dividere un polinomio per un binomio di primo grado della forma {\displaystyle x-a}. Questa regola è stata descritta da Paolo Ruffini nel 1809 ed è un caso particolare della divisione polinomiale quando il divisore è un fattore lineare. La regola di Ruffini è anche nota come divisione sintetica.

## L'algoritmo
La regola di Ruffini fornisce un metodo per dividere il polinomio
{\displaystyle P(x)=a_{n}x^{n}+a_{n-1}x^{n-1}+\cdots +a_{1}x+a_{0},}
per il binomio
{\displaystyle A(x)=x-r,}
ottenendo il polinomio quoziente
{\displaystyle Q(x)=b_{n-1}x^{n-1}+b_{n-2}x^{n-2}+\cdots +b_{1}x+b_{0},}
e un resto {\displaystyle R} che è un termine costante (eventualmente nullo), poiché deve essere di grado minore rispetto al polinomio divisore.
L'algoritmo è una versione più efficiente della divisione polinomiale di {\displaystyle P(x)} per {\displaystyle A(x)}.
Per dividere {\displaystyle P(x)} per {\displaystyle A(x)}, si seguono i seguenti passi:
1. Si scrivono in ordine i coefficienti di {\displaystyle P(x)}, e si scrive  {\displaystyle r} in basso a sinistra, sopra la riga:
{\displaystyle {\begin{array}{c|c c c c|c}&a_{n}&a_{n-1}&\dots &a_{1}&a_{0}\\r&&&&&\\\hline &&&&&\\\end{array}}}
2. Si copia il coefficiente più a sinistra {\displaystyle a_{n}} in basso, sotto la riga:
{\displaystyle {\begin{array}{c|c c c c|c}&a_{n}&a_{n-1}&\dots &a_{1}&a_{0}\\r&&&&&\\\hline &a_{n}&&&&\\&=b_{n-1}&&&&\end{array}}}
3. Si moltiplica il numero più a destra di quelli sotto la riga, per {\displaystyle r}, e il risultato lo si scrive sopra la riga, spostato di un posto a destra:
{\displaystyle {\begin{array}{c|c c c c|c}&a_{n}&a_{n-1}&\dots &a_{1}&a_{0}\\r&&b_{n-1}\cdot r&&&\\\hline &a_{n}&&&&\\&=b_{n-1}&&&&\end{array}}}
4. Si somma questo valore con quello sopra di lui nella stessa colonna:
{\displaystyle {\begin{array}{c|c c c c|c}&a_{n}&a_{n-1}&\dots &a_{1}&a_{0}\\r&&b_{n-1}\cdot r&&&\\\hline &a_{n}&b_{n-1}\cdot r+a_{n-1}&&&\\&=b_{n-1}&=b_{n-2}&&&\end{array}}}

I valori {\displaystyle b_{n-1},b_{n-2},\dots ,b_{0}} sono i coefficienti del polinomio risultante {\displaystyle Q(x)}, il cui grado sarà inferiore di uno a quello di {\displaystyle P(x)}, invece {\displaystyle R} è il resto della divisione.
Un esempio numerico viene fornito più sotto.

## Usi della regola
La regola di Ruffini ha varie applicazioni pratiche, molte di esse si basano sulla divisione semplice (come mostrato sotto) o sulle estensioni usuali che seguono.

### Divisione polinomiale perx−r
Ecco un esempio di divisione polinomiale, con tutti i passaggi evidenziati.
Siano
{\displaystyle P(x)=2x^{3}-5x^{2}-x+6,}
{\displaystyle A(x)=x+1.}
Vogliamo dividere {\displaystyle P(x)} per {\displaystyle A(x)} usando la regola di Ruffini. Poiché {\displaystyle A(x)} non è della forma {\displaystyle x-r}, ma piuttosto {\displaystyle x+r}, è sufficiente riscrivere {\displaystyle A(x)} come
{\displaystyle A(x)=x+1=x-(-1).}
Applichiamo ora l'algoritmo.
1. Scriviamo i coefficienti di {\displaystyle P(x)} e {\displaystyle r}:
{\displaystyle {\begin{array}{c|c c c|c}&+2&-5&-1&+6\\-1&&&&\\\hline &&&&\\\end{array}}}
2. Copiamo il primo coefficiente sotto:
{\displaystyle {\begin{array}{c|c c c|c}&+2&-5&-1&+6\\-1&&&&\\\hline &+2&&&\\\end{array}}}
3. Moltiplichiamo il numero più a destra sotto la riga, per {\displaystyle r}, e scriviamolo al posto successivo sopra la riga:
{\displaystyle {\begin{array}{c|c c c|c}&+2&-5&-1&+6\\-1&&-2&&\\\hline &+2&&&\\\end{array}}}
4. Sommiamo i valori della seconda colonna dopo la riga verticale:
{\displaystyle {\begin{array}{c|c c c|c}&+2&-5&-1&+6\\-1&&-2&&\\\hline &+2&-7&&\\\end{array}}}
5. Ripetiamo i passi 3 e 4 fino alla fine:
{\displaystyle {\begin{array}{c|c c c|c}&+2&-5&-1&+6\\-1&&-2&7&-6\\\hline &+2&-7&+6&0\\\end{array}}}

Abbiamo ottenuto, quindi, che:
{\displaystyle P(x)=A(x)\cdot Q(x)+R,}
dove
{\displaystyle Q(x)=2x^{2}-7x+6,}
{\displaystyle R=0.}

### Divisione polinomiale perax−k
Applicando una facile trasformazione, la regola di Ruffini si può generalizzare anche per le divisioni di un polinomio per un binomio qualsiasi di primo grado {\displaystyle A(x)=ax-k}. Infatti, considerando la relazione fondamentale
{\displaystyle P(x)=(ax-k)\cdot Q(x)+R(x),}
dividendo tutto per {\displaystyle a} (sicuramente diverso da {\displaystyle 0}) otteniamo
{\displaystyle {\frac {P(x)}{a}}={\frac {(ax-k)\cdot Q(x)}{a}}+{\frac {R(x)}{a}}.}
Detti {\displaystyle {\frac {P(x)}{a}}=P'(x)} e {\displaystyle {\frac {R(x)}{a}}=R'(x)} otteniamo:
{\displaystyle P'(x)=(x-{\frac {k}{a}})\cdot Q(x)+R'(x).}
Dunque il quoziente richiesto {\displaystyle Q(x)} è anche il quoziente della divisione di {\displaystyle P'(x)} per {\displaystyle x-k/a}, che si può ottenere con la regola appena esposta. Per trovare il resto richiesto {\displaystyle R(x)} basterà moltiplicare il resto ottenuto {\displaystyle R'(x)} per {\displaystyle a}.

### Trovare le radici di un polinomio
Il teorema delle radici razionali afferma che se un polinomio
{\displaystyle P(x)=a_{n}x^{n}+a_{n-1}x^{n-1}+\dots +a_{1}x+a_{0}}
ha coefficienti interi, le sue radici razionali sono sempre della forma {\displaystyle p/q}, dove {\displaystyle p} e {\displaystyle q} sono interi coprimi, {\displaystyle p} è un divisore (non necessariamente positivo) di {\displaystyle a_{0}} e {\displaystyle q} è un divisore di {\displaystyle a_{n}}. La ricerca delle radici razionali riguarderà sempre un numero finito di valori dato che {\displaystyle a_{n}} e {\displaystyle a_{0}} hanno ciascuno un numero finito di divisori interi. Ad esempio, se il nostro polinomio è
{\displaystyle P(x)=x^{3}-4x^{2}+5x-2,}
le radici razionali possibili appartengono all'insieme dei divisori interi di {\displaystyle -2/1} che sarà:
{\displaystyle \left\{+1,-1,+2,-2\right\}.}
Questo è un esempio semplice, perché il polinomio è monico (cioè, {\displaystyle a_{n}=1}); per i polinomi non monici, l'insieme delle possibili radici potrebbe includere alcune frazioni. In ogni caso, per i polinomi monici, ogni radice razionale è un intero, e quindi ogni radice intera deve essere un divisore del termine costante.
Pertanto, provando a porre {\displaystyle r} uguale a ciascuna delle radici possibili, si può tentare di dividere il polinomio per {\displaystyle x-r}. Se il polinomio quoziente risultante ha resto 0, abbiamo trovato una radice. Questo metodo però non permette di trovare radici irrazionali o complesse.
È evidente che se {\displaystyle a_{i}>0} per {\displaystyle i=0,1,2,\ldots ,n}, cioè se tutti i termini del polinomio {\displaystyle P(x)} hanno coefficiente positivo, allora le uniche radici possibili per cui provare a dividere il polinomio sono quelle di segno negativo, inteso che nel polinomio vi sia almeno un termine con potenza di {\displaystyle x} ed {\displaystyle n} dispari.
Se, per esempio, volessimo trovare le radici del precedente polinomio {\displaystyle P(x)}, dovremmo dividere {\displaystyle P(x)} per il binomio {\displaystyle x-a} dove {\displaystyle a} è una delle radici possibili. Se il resto è uguale a {\displaystyle 0}, il numero utilizzato è una radice:
{\displaystyle {\begin{array}{c|ccc|c}&+1&-4&+5&-2\\+1&&+1&-3&+2\\\hline &+1&-3&+2&0\\\end{array}}\qquad {\begin{array}{c|ccc|c}&+1&-4&+5&-2\\-1&&-1&+5&-10\\\hline &+1&-5&+10&-12\\\end{array}}}
{\displaystyle {\begin{array}{c|ccc|c}&+1&-4&+5&-2\\+2&&+2&-4&+2\\\hline &+1&-2&+1&0\\\end{array}}\qquad {\begin{array}{c|ccc|c}&+1&-4&+5&-2\\-2&&-2&+12&-34\\\hline &+1&-6&+17&-36\\\end{array}}}
{\displaystyle x_{1}=+1} e {\displaystyle x_{3}=+2} sono radici, mentre {\displaystyle x_{2}=-1} e {\displaystyle x_{4}=-2} non lo sono.
Possiamo quindi scrivere il polinomio scomposto:
{\displaystyle P(x)=x^{3}-4x^{2}+5x-2=(x-1)(x^{2}-3x+2)=(x-2)(x^{2}-2x+1)=(x-1)(x-1)(x-2).}
Uguagliando {\displaystyle P(x)=0} per trovare le radici del polinomio, otteniamo che queste sono {\displaystyle x=1} (con molteplicità {\displaystyle 2}) e {\displaystyle x=2.}

### Fattorizzazione polinomiale
Dopo avere usato il metodo "{\displaystyle p/q}" mostrato sopra (o un qualunque altro modo) per trovare tutte le radici su {\displaystyle \mathbb {Q} } di un certo polinomio, è semplice sfruttarle per fattorizzare parzialmente il polinomio stesso: a ogni fattore {\displaystyle x-r} che divide un polinomio dato corrisponde una radice {\displaystyle r}, e viceversa.
Quindi, se abbiamo il polinomio:
{\displaystyle P(x)=a_{n}x^{n}+a_{n-1}x^{n-1}+\cdots +a_{1}x+a_{0},}
e abbiamo trovato come sue radici:
{\displaystyle R=\left\{\alpha \in \mathbb {Q} :P(\alpha )=0\right\},}
consideriamo il prodotto:
{\displaystyle Q(x)=a_{n}{\prod _{r\in R}(x-r)}.}
Per il teorema fondamentale dell'algebra, {\displaystyle Q(x)} sarebbe uguale a {\displaystyle P(x)} se tutte le radici di {\displaystyle P(x)} fossero razionali. Ma è assai probabile che {\displaystyle Q(x)} non sia uguale a {\displaystyle P(x)}, dato che {\displaystyle P(x)} potrebbe avere anche radici irrazionali o complesse. Consideriamo allora il polinomio quoziente
{\displaystyle S(x)={\frac {P(x)}{Q(x)}}.}
Se {\displaystyle S(x)=1}, allora {\displaystyle Q(x)=P(x)}. Altrimenti, {\displaystyle S(x)} sarà un polinomio, per la precisione un altro fattore di {\displaystyle P(x)} che non ha radici razionali in {\displaystyle \mathbb {R} }. Dunque
{\displaystyle P(x)=Q(x)\cdot S(x),}
è una fattorizzazione completa di {\displaystyle P(x)} su {\displaystyle \mathbb {Q} } se {\displaystyle S(x)=1,} altrimenti sarà una fattorizzazione completa su {\displaystyle \mathbb {Q} }, ma ci saranno altri fattori su {\displaystyle \mathbb {R} } o su {\displaystyle \mathbb {C} }.

#### Primo esempio: nessun resto
Sia
{\displaystyle P(x)=x^{3}+2x^{2}-x-2.}
Con i metodi descritti sopra, troviamo che le radici razionali di {\displaystyle P(x)} sono:
{\displaystyle R=\left\{+1,-1,-2\right\}.}
Pertanto, il prodotto di ({\displaystyle x} − ciascuna radice) è
{\displaystyle Q(x)=1(x-1)(x+1)(x+2),}
{\displaystyle P(x)/Q(x)} dà
{\displaystyle S(x)=1.}
E così il polinomio fattorizzato è {\displaystyle P(x)=Q(x)\cdot 1=Q(x)}:
{\displaystyle P(x)=(x-1)(x+1)(x+2).}

#### Secondo esempio: con resto
Sia
{\displaystyle P(x)=2x^{4}-3x^{3}+x^{2}-2x-8.}
Con i metodi descritti sopra, troviamo che le radici razionali di {\displaystyle P(x)} sono:
{\displaystyle R=\left\{-1,+2\right\}.}
Pertanto, il prodotto di ({\displaystyle x} − ciascuna radice) è
{\displaystyle Q(x)=(x+1)(x-2),}
{\displaystyle P(x)/Q(x)} dà
{\displaystyle S(x)=2x^{2}-x+4.}
Dato che {\displaystyle S(x){\neq }1}, il polinomio fattorizzato sui razionali è {\displaystyle P(x)=Q(x)\cdot S(x)}:
{\displaystyle P(x)=(x+1)(x-2)(2x^{2}-x+4).}